# 399 (numero)
Trecentonovantanove (399) è il numero naturale dopo il 398 e prima del 400.

## Proprietà matematiche
- È un numero dispari.
- È un numero composto con 8 divisori: 1, 3, 7, 19, 21, 57, 133, 399. Poiché la somma dei suoi divisori (escluso il numero stesso) è 241 < 399, è un numero difettivo.
- È un numero sfenico.
- È un numero di Harshad (in base 10), cioè è divisibile per la somma delle sue cifre.
- È un numero palindromo e un numero a cifra ripetuta nel sistema di numerazione posizionale a base 11 (333) e in quello a base 20 (JJ).
- È un numero fortunato.
- È un numero congruente.
- È parte delle terne pitagoriche (40, 399, 401), (380, 399, 551), (399, 468, 615), (399, 532, 665), (399, 1232, 1295), (399, 1368, 1425), (399, 1600, 1649), (399, 3780, 3801), (399, 4180, 4199), (399, 8840, 8849), (399, 11368, 11375), (399, 26532, 26535), (399, 79600, 79601).
- È un numero di Cunningham.
- È un numero malvagio.
- È un numero intero privo di quadrati.
- È un numero nontotiente in quanto dispari e diverso da 1.

## Astronomia
- 399P/PANSTARRS è una cometa periodica del sistema solare.

- 399 Persephone è un asteroide della fascia principale del sistema solare.
- NGC 399 è una galassia spirale della costellazione dei Pesci.

## Astronautica
- Cosmos 399 (vettore Voschod) è un satellite artificiale russo.